# Tetsuhiko Asai

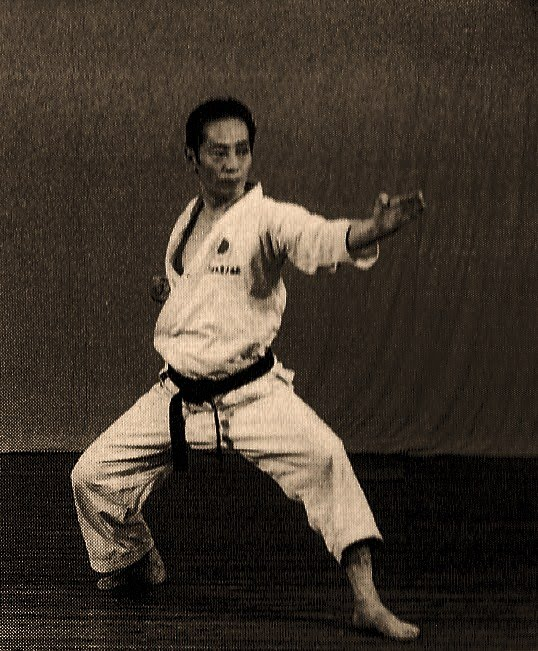

Tetsuhiko Asai (浅井 哲彦 Asai Tetsuhiko, 7 de junio de 1935 – 15 de agosto de 2006) fue un prominente maestro japonés de karate estilo shotokan. Fue director técnico de la Japan Karate Association (JKA), fundador e instructor jefe de la International Japan Martial Arts Karate Asai-ryu (IJKA), y fundador de la Japan Karate Shoto-Renmei (JKS), también conocida como la Japan Karate Shoto Federation.

## Infancia
Asai nació el 7 de junio de 1935, en la prefectura de Ehime (en la isla de Shikoku), Japón. Era el mayor de cinco hermanos. En su niñez él entrenó sumo. Además, su padre le enseñó judo, kendo, y sojutsu. A la edad de 12 años, presenció una pelea entre un boxeador y un karateca; El karateca fue capaz de neutralizar a su oponente con una patada,y Asai quedó impresionado por esto.

## Karate
En 1958, Asai se graduó en la Universidad Takushoku, donde él fue entrenado en karate estilo shotokan y sus instructores fueron: Gichin Funakoshi, Masatoshi Nakayama, y Teruyuki Okazaki. Él entrenaba duro y le permitían dormir en el dormitorio del dojo. Por recomendación de sensei Nakayama, ingresó al programa de entrenamiento de instructores de JKA y se graduó tres años después. Asai ganó el campeonato de JKA de 1961 en kumite, y en kata en el campeonato JKA en 1963. Ël fue el campeón absoluto JKA en 1961, obteniendo el primer lugar en kumite y segundo lugar en kata ese año. Asai se convirtió en el primer instructor que introdujo el karate en Taiwán, siendo considerado el padre del karate en Taiwán. Continuó viajando a más de diez países y enseñó karate por más de diez años. Tenía solo 29 años cuando comenzó a enseñar karate do fuera de Japón. Tetsuhiko Asai volvió a Japón, pero continuó enseñando por el lapso de 42 años en todo el mundo. Sus alumnos provenían de más de 70 países y enseñó a más de 300 000 estudiantes en su vida. con personas de ideas afines, para crear un verdadero nuevo, la escuela moderna y poco convencional de karate. Se desarrolló entonces en silla de ruedas de karate, fundó el "Nihon Karatedo Renmei silla de ruedas", y trató de difundir este nuevo estilo en el extranjero. Desde 1965 a 1970 enseñó karate en Hawái, con sus estudiantes incluido Kenneth Funakoshi (primo cuarto de Gichin Funakoshi).
Al pasar el tiempo, Asai avanzó dentro de la JKA, y fue designado como Director Técnico. Luego de la muerte de Nakayama, la JKA experimentó problemas políticos y se dividió; Asai y sus colegas (incluyendo Keigo Abe y Mikio Yahara) formaron un grupo, mientras que Nakahara Nobuyuki y sus colegas formaron otro grupo el cual en 1999 fue oficialmente reconocido como la JKA. En 2000, él fundó la International Japan Martial Arts Karate Asai-ryu y la Japan Karate Shoto-Renmei, también conocida como Japan Karate Shoto Federation, organización Sin Fines de Lucro, con personas de ideas afines, para crear una nueva y verdaderamente, moderna y poco convencional escuela de karate. Él desarrolló para entonces eL karate en silla de ruedas, fundó la Nihon Wheelchair Karatedo Renmei, y trató de difundir este nuevo estilo en silla de ruedas en el extranjero.Tanto la Japan Karate Shoto Federation y la Nihon Wheelchair Karatedo Renmei, continuaron el desarrollo de las ideas de Asai, y teniendo 350 sucursales y más de varios millones de miembros en Japón en el 2006. Tetsuhiko Asai había llegado a un entendimiento profundo del karate, y estableció un estilo de karate fluido, elegante y maduro, con más énfasis en el aspecto interno, partiendo de que la práctica del karate se realiza en la edad madura. Además del grado de 9.º dan en karate estilo shotokan, él también ostenta los grados de 3.er dan en jodo, 2.º dan en judo, 2.º dan en jukendo,y 2.º dan en kendo. Su físico esbelto y ágil le permitió crear muchas técnicas inimitables tales como la conocida como el submarino en la cual el pasaba por debajo de la patada de su oponente y rápidamente ejecutaba un ataque ganador. Tetsuhiko Asai preocupado por la tendencia a darle demasiada importancia a la competencia en el karate, pensó que deberían enfatizar los aspectos del karate como arte marcial, y que los practicantes deben tratar no sólo de ganar las competiciones, sino también desarrollar las habilidades del karate más profundamente para construir un cuerpo sano y con disciplina mental. Continuó un severo entrenamiento en las técnicas de karate durante 2 horas temprano cada mañana sin un solo día libre poniendo en práctica sus ideas por más de 45 años. El nuevo movimiento defendido por el maestro Asai está orientado a dar forma a una personalidad humanista y gentil a través del karate, independientemente de la edad, el sexo y la discapacidad que se tenga. Por lo tanto, cualquier persona incluyendo las personas con discapacidad y mayores podrían practicar karate como un soporte a la vida mediante la práctica y la enseñanza de acuerdo a sus necesidades individuales.

## Sus últimos días
A Asai la salud se le deterioró con la edad, y se sometió a una cirugía de hígado el 10 de febrero de 2006. Murió a las 2:50 p. m. el 15 de agosto de 2006, dejando atrás a su esposa, Keiko Asai, y su hija, Hoshimi Asai. Más de 2.000 personas asistieron a su funeral, celebrado en septiembre de 2006, en el Templo Gokokuji en Tokio. Asai recibió el grado de 10 º Dan a título póstumo otorgado por JKS, y fue sucedido como presidente por su viuda en la IJKA.
- Datos: Q709520